# Malacoptila mystacalis
Barbudo-de-bigodes-americano ou barbudo-de-bigodes (Malacoptila mystacalis) é uma espécie de ave da família Bucconidae.
Pode ser encontrada nos Andes da Colômbia e noroeste e norte da Venezuela. Seus habitats naturais são: florestas secas tropicais ou subtropicais , florestas subtropicais ou tropicais húmidas de baixa altitude, regiões subtropicais ou tropicais húmidas de alta altitude e florestas secundárias altamente degradadas.